# NGC 6485
NGC 6485 este o galaxie spirală situată în constelația Hercule. A fost descoperită în 27 iulie 1864 de către Albert Marth.